# Ujung Padang (Huta Raja Tinggi)
Ujung Padang is een bestuurslaag in het regentschap Padang Lawas van de provincie Noord-Sumatra, Indonesië. Ujung Padang telt 173 inwoners (volkstelling 2010).